# جون ويلسون (محامي)
جون ويلسون (بالإنجليزية: John Wilson)‏ هو ضابط ومحامي أمريكي، ولد في 10 يناير 1777 في بيتربورو في الولايات المتحدة، وتوفي في 9 أغسطس 1848 في بلفاست في الولايات المتحدة.